# Porphyrosela minuta
Porphyrosela minuta är en fjärilsart som beskrevs av Clarke 1953. Porphyrosela minuta ingår i släktet Porphyrosela och familjen styltmalar. Inga underarter finns listade i Catalogue of Life.